# Алгыт
Алгыт (абх. Алгыт) — поселок в Абхазии, входит в село Лыхны, является частью Лыхненского сельсовета.

## Население
Согласно переписи 1958 население села Алгыт 658 человек, в основном абхазы, также в значительном меньшинстве проживают русские, турки, мегрелы. Большинство из них христиане. Самые распространённые фамилии: Возба, Саманджия (Саманба), Зантария.
В селе говорят на русском и на абхазском языках.

## Достопримечательности
- В селе есть памятник погибшим во время грузино-абхазской войны.[4]
- На границе сел Алгыт и Бамбора есть винный двор «Shato Bambora» и кафе «Жьаа Рашта» (двор Жибовцев).
- Недалеко от села есть СТО и бюро ритуальных услуг.
- Внутри села есть лес где проводятся традиционные моления «ацуныха».